# Calamity Jane (Lucky Luke)
Calamity Jane is het dertigste album in de stripreeks Lucky Luke. Het verhaal werd geschreven door René Goscinny en getekend door Morris. Het album werd in 1967 uitgegeven door Dupuis.

## Inhoud
Als Lucky Luke zich wast in een rivier, wordt hij aangevallen door indianen. Zijn lot lijkt bezegeld, maar hij wordt gered door een vrouw die zichzelf Calamity Jane noemt en zich nogal mannelijk kleedt en gedraagt. Samen met Calamity, die heel wat heeft meegemaakt, gaat Lucky Luke naar het stadje El Plomo. Daar heeft Calamity een aanvaring met saloonhouder en zakenman August Oyster. Calamity daagt een handlanger van Oyster uit tot een wedstrijdje armpje drukken om de saloon, waarbij ze wint. Door het verlies van de saloon, wil Oyster wraak op Calamity. Hij probeert haar eerst de saloon af te nemen, wat Lucky Luke voorkomt. Als dat niet lukt, zet hij een invloedrijke vrouwenvereniging op tegen Calamity, om haar uit de stad te verdrijven. Om dit te voorkomen moet Calamity een deftige dame worden, waarvoor ze lessen neemt. Inmiddels heeft Oyster problemen. Hij heeft namelijk een illegale wapenhandel, waarbij zijn saloon erg belangrijk is. Door het verlies van de saloon, kan Oyster geen wapens meer leveren aan de Cheyennes, zijn vaste klanten, die hierdoor steeds prikkelbaarder worden. Als Oyster ook nog eens betrapt wordt op een vergrijp en in de gevangenis komt, vallen de Cheyennes aan. Calamity moet zich nu samen met Lucky Luke bewijzen door de Cheyennes te verjagen. Dit lukt haar en ze mag in El Pueblo blijven, waar ze echter weer weggaat voor haar vrijheid, net als Lucky Luke.

## Achtergronden bij het verhaal
- Calamity Jane is een historisch personage. Ze dook al eerder in de reeks op, namelijk in het album De bende van Joss Jamon, waar ze er volledig anders uitzag en bovendien als een slechterik werd voorgesteld. Ze keerde later nog eens terug in het album Spokenjacht.
- De leraar in goede manieren is een karikatuur van de Britse acteur David Niven, die in de latere tekenfilm van de strip zelfs qua spraak en attitudes werd overgenomen. August Oyster is dan weer een karikatuur van de Schotse acteur Sean Connery.